# Église Notre-Dame d'Olovo
Pour les articles homonymes, voir Église Notre-Dame.
L'église Notre-Dame est située en Bosnie-Herzégovine, sur le territoire de la ville d'Olovo et dans la municipalité d'Olovo. Elle remonte au XVe siècle et est inscrite sur la liste des monuments nationaux de Bosnie-Herzégovine.